# Diecezja Georgetown
Diecezja Georgetown (łac.: Dioecesis Georgiopolitanus, ang.: Diocese of Georgetown) – rzymskokatolicka diecezja gujańska, obejmująca terytorium całego kraju.
Siedziba biskupa znajduje się przy katedrze Niepokalanego Poczęcia NMP w Georgetown.

## Historia
Diecezja Georgetown została założona 12 kwietnia 1837 r. z wydzielenia części parafii z wikariatu apostolskiego Trynidadu jako wikariat apostolski Gujany Brytyjskiej. 29 lutego 1956 r. wikariat został przekształcony w pełnoprawną diecezję przez papieża Piusa XII, która została sufraganią archidiecezji Port of Spain.

## Biskupi
- Ordynariusz: bp Francis Alleyne

## Podział administracyjny
W skład diecezji hamiltońskiej wchodzi obecnie 5 dekanatów, które dzielą się na 24 parafie:
- Dekanat Georgetown
  - Parafia katedralna Niepokalanego Poczęcia NMP w Georgetwon
  - Parafia Najświętszego Serca Pana Jezusa w Georgetown
  - Parafia Matki Bożej Fatimskiej w Georgetown
  - Parafia św. Teresy w Georgetown
  - Parafia Różańca Świętego i św. Antoniego w Georgetown
  - Parafia św. Piusa X w Georgetown

- Dekanat Demerara
  - Parafia w Matki Bożej w Meadow Bank
  - Parafia św. Józefa Robotnika w Linden
  - Parafia św. Jana Chrzciciela w Plaisance
  - Parafia św. Pawła w Helena
  - Parafia Wniebowzięcia NMP w Hague

- Dekanat Berbice
  - Parafia Aniołów Stróżów w Rosignol
  - Parafia w New Amsterdam
  - Parafia św. Franciszka Ksawerego w Port Mourant
  - Parafia Świętego Imienia w Springlands

- Dekanat Essequibo
  - Parafia św. Franciszka Ksawerego w Essequibo Coast
  - Parafia św. Antoniego w Bartica

- Dekanat Wewnętrzny
  - Parafia Matki Bożej z Lourdes w Hosororo
  - Parafia św. Stefana w Matthew's Ridge
  - Parafia Różańca Świętego w Santa Rosa
  - Parafia Matki Bożej Królowej Pokoju w Rupununi

## Główne świątynie
- Katedra Niepokalanego Poczęcia NMP w Georgetown